# Gold Tour
 (avril 2011).
Si vous disposez d'ouvrages ou d'articles de référence ou si vous connaissez des sites web de qualité traitant du thème abordé ici, merci de compléter l'article en donnant les références utiles à sa vérifiabilité et en les liant à la section « Notes et références ».
Tournées par Prince
The Ultimate Live Experience
(1995) Love 4 One Another Charities Tour
(1997)
Le Gold Tour était une tournée de Prince réalisé en 1996 passant uniquement par le Japon et Honolulu ne faisant au total que dix concerts. Les concerts faisaient la promotion de l'album The Gold Experience. La set-list est composé surtout par les chansons de l'album et s'ajoute quelques chansons préférées des fans de Prince, souvent interprété par un Medley.

## Histoire
L'année précédente, Prince faisait The Ultimate Live Experience une tournée également pour la promotion de The Gold Experience mais l'album n'était pas encore sortie. L'attente, et les deux tourné était utile car l'album s'est bien vendu à sa sortie. Cependant, Prince à cette époque où il était en guerre contre Warner Bros, commence à parler d'une retraite et d'un arrêt de sa carrière musicale. Mais la tournée semble lui avoir fait changer d'avis, car il écrit tout le long de nouveau morceau pour son futur album Emancipation. C'est à ce moment qu'il commencera à se produire avec le mot Slave (=esclave) tatoué sur sa joue.

## Groupe
- Prince — Chant, Guitare et Piano
- Sonny T. — Chant, Guitare et Basse
- Morris Hayes — Chant, Clavier et Orgue
- Tommy Barbarella — Clavier
- Michael Bland — Chant, Batterie et Percussions
- Mayte — Chant et Danse

Le groupe est exactement le même que l'année précédente. Le dernier spectacle à Hawaii marquerait la performance finale de Sonny T, Tommy Barbarella et Michael Bland dans le cadre de la New Power Generation. 

## Liste des chansons
- Intro music from "1999"/"Endorphinmachine"
- "Shhh"
- "Days of Wild"
- "Now"/"Babies Makin’ Babies"
- "Get Up (I Feel Like Being a) Sex Machine" (chanson de James Brown)
- "The Most Beautiful Girl in the World"
- "Pussy Control"
- "Letitgo"
- "Starfish & Coffee"
- "The Cross"
- "The Jam" (chanson de Graham Central Station)
- "One of Us" (chanson de Joan Osborne)
- "Do Me, Baby"
- "Sexy MF
- "If I Was Your Girlfriend"
- "Vicky Waiting
- "Purple Medley
- "7"
- Medley of "Billy Jack Bitch", "I Hate U" and "319"
- "Gold"

Quelques chansons ont fait quelques apparitions : "Mary Don't You Weep", "The Ride", "Love... Thy Will Be Done", "Johnny", Girls & Boys", "Race", "Funky Stuff" et "We March".

## Dates des concerts
| #  | Date            | Ville    | Pays  | Salle                    | Audience |
| -- | --------------- | -------- | ----- | ------------------------ | -------- |
| 1  | 8 janvier 1996  | Tokyo    | Japon | Budokan de Tokyo         | 8 000    |
| 2  | 9 janvier 1996  | Tokyo    | Japon | Budokan de Tokyo         | 8 000    |
| 3  | 11 janvier 1996 | Osaka    | Japon | Osaka-jō Hall            | 10 500   |
| 4  | 13 janvier 1996 | Fukuoka  | Japon | Kokusai Center           | 7 000    |
| 5  | 16 janvier 1996 | Tokyo    | Japon | Budokan de Tokyo         | 8 000    |
| 6  | 17 janvier 1996 | Tokyo    | Japon | Budokan de Tokyo         | 8 000    |
| 7  | 20 janvier 1996 | Yokohama | Japon | Yokohama Arena           | 7 000    |
| 8  | 16 février 1996 | Honolulu | Hawaï | Eurasia                  | 1 000    |
| 9  | 17 février 1996 | Honolulu | Hawaï | Neil S. Blaisdell Center | 7 500    |
| 10 | 18 février 1996 | Honolulu | Hawaï | Neil S. Blaisdell Center | 7 500    |
| 11 | 19 février 1996 | Honolulu | Hawaï | Neil S. Blaisdell Center | 7 500    |